# Coelioxys bifoveolata
Coelioxys bifoveolata är en biart som beskrevs av Pasteels 1968. Coelioxys bifoveolata ingår i släktet kägelbin, och familjen buksamlarbin. Inga underarter finns listade i Catalogue of Life.